# Margaret Neilson Armstrong

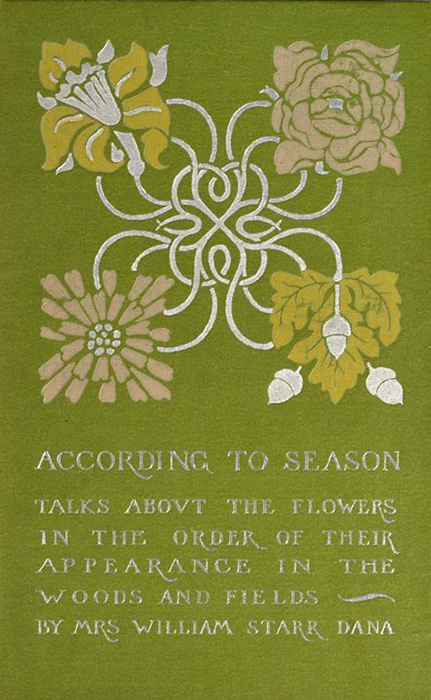
Einband von Mrs. William Starr Dana, According to Season, 1902, entworfen von Margaret Neilson Armstrong.

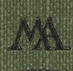
Mono- gramm MA

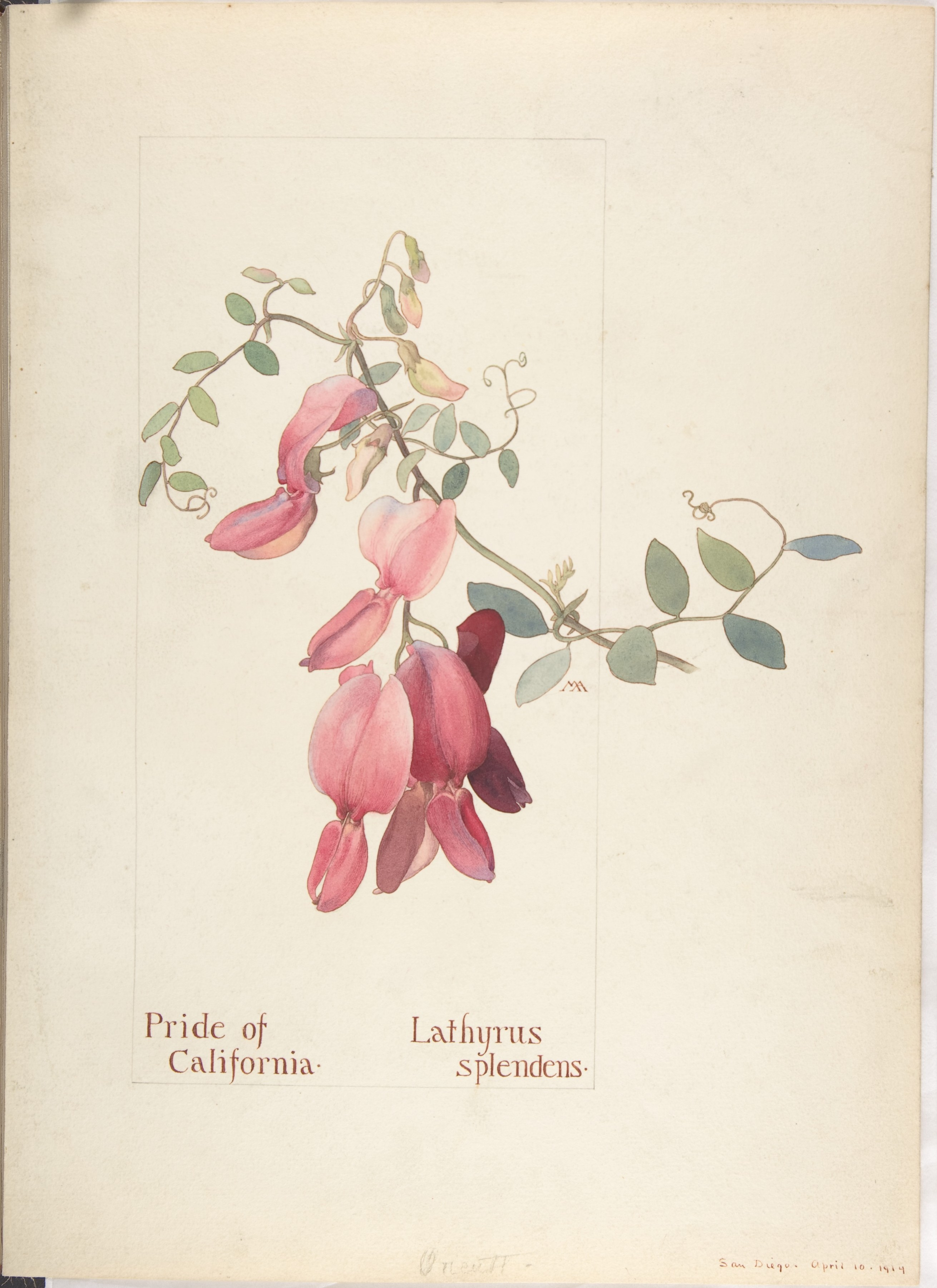
Pride of California, Lathyrus Splendens, 1914. Aquarell, Original von einer der Abbildungen in Armstrongs Field Book of Western Wild Flowers. Sammlung Metropolitan Museum of Art

Margaret Neilson Armstrong, geboren als Margaret Maitland Armstrong (* 24. September 1867 in New York; † 18. Juli 1944 ebendort) war eine US-amerikanische Künstlerin, Grafikerin, botanische Illustratorin und Autorin. Sie ist vor allem für ihre Entwürfe für Bucheinbände im Jugendstil bekannt. Sie hat weiterhin den ersten umfassenden Führer über die Wildblumen des US-amerikanischen Westens geschrieben und illustriert. Sie schrieb auch Kriminalromane und Biographien.

## Leben
Margaret Neilson Armstrong wurde als Tochter des US-amerikanischen Diplomaten und Glasmalers Maitland Armstrong und seiner Frau Helen, einer Nachfahrin von Peter Stuyvesant (1647–1664) und Nichte von Hamilton Fish, geboren. Zu ihren sechs Geschwistern gehörten Helen Maitland Armstrong (1869–1948), die wie ihr Vater Glasmalerin wurde, und Hamilton Fish Armstrong, ein Zeitschriftenredakteur.
Sie begann ihre Karriere als Designerin in den 1880er Jahren und arbeitete zunächst für A.C. McClurg und später auch für andere Verlage. Sie entwarf mehr als 270 Bucheinbände und Buchumschläge, etwa die Hälfte davon für Scribner’s. Sie gestaltete im Jugendstil und bevorzugte pflanzenbezogene Motive, kräftige Farben, Goldprägung und oft leicht asymmetrische Designs – eine ungewöhnliche Kombination, die sie von ihren Mitstreitern unterschied. Zu den Autoren, für die sie mehrere Einbände entwarf, gehören Frances Hodgson Burnett, Florence L. Barclay, George Washington Cable, Charles Dickens, Paul Laurence Dunbar, Robert Louis Stevenson, Henry van Dyke, and Myrtle Reed. Sie wurde als „die produktivste und versierteste amerikanische Buchgestalterin der 1890er und frühen 1900er Jahre“ bezeichnet, und ihre Arbeit wird oft mit der ihrer Zeitgenossin Alice Cordelia Morse verglichen.
Ihr Monogramm erscheint auf vielen Einbänden nach 1895 als „MA“ in Großbuchstaben, wobei das „M“ das „A“ leicht überlappt.
Armstrong wandte sich um 1913, als Schutzumschläge immer mehr in Mode kamen, vom Desigen von Einbänden ab und wendete sich dem Schreiben eigener Bücher zu. Ihr unverkennbarer grafischer Stil war jedoch so erfolgreich, dass die Verleger andere Künstler speziell für die Nachahmung ihres Designs von Einbänden engagierten. Ihr Interesse an der Botanik und insbesondere an Wildblumen zeigte sich bereits in ihren Entwürfen. In der Zeit von 1911 bis 1914 reiste und zeltete sie nun durch den Westen der Vereinigten Staaten und Kanada und war eine der ersten Frauen, die den Grund des Grand Canyons erreichte. Dort entdeckte sie mehrere Blumenarten, die von den Botanikern noch nicht identifiziert worden waren.
Sie beschrieb diese und viele andere Arten in ihrem Field Book of Western Wild Flowers (1915). Mit seinen 550 Abbildungen, davon 48 in Farbe, gilt ihr Field Book als der erste umfassende Führer zu diesem Thema. Sie schrieb weiterhin drei von der Kritik gelobte Kriminalromane – Murder in Stained Glass (1939), The Man with No Face (1940), und The Blue Santo Murder Mystery (1941) und zwei Biographien: Fanny Kemble: A Passionate Victorian (1938) und Trelawny: A Man’s Life (1940). Sie vervollständigte auch die Memoiren ihres Vaters.
Ihre Arbeiten sind unter anderem in den Sammlungen des Metropolitan Museum of Art und in der Sammlung des New York Botanical Garden vertreten.

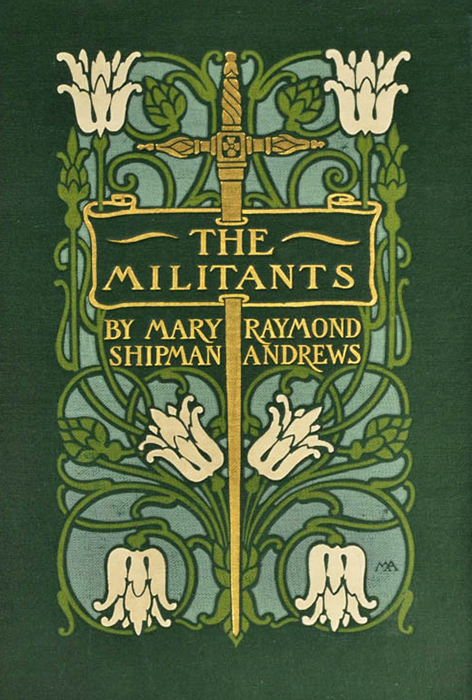
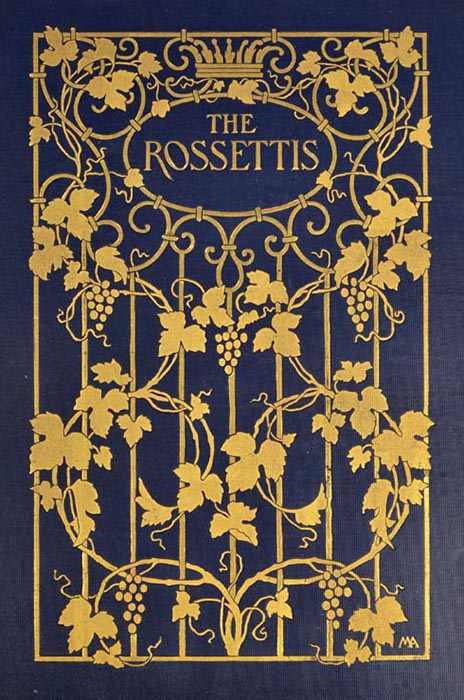
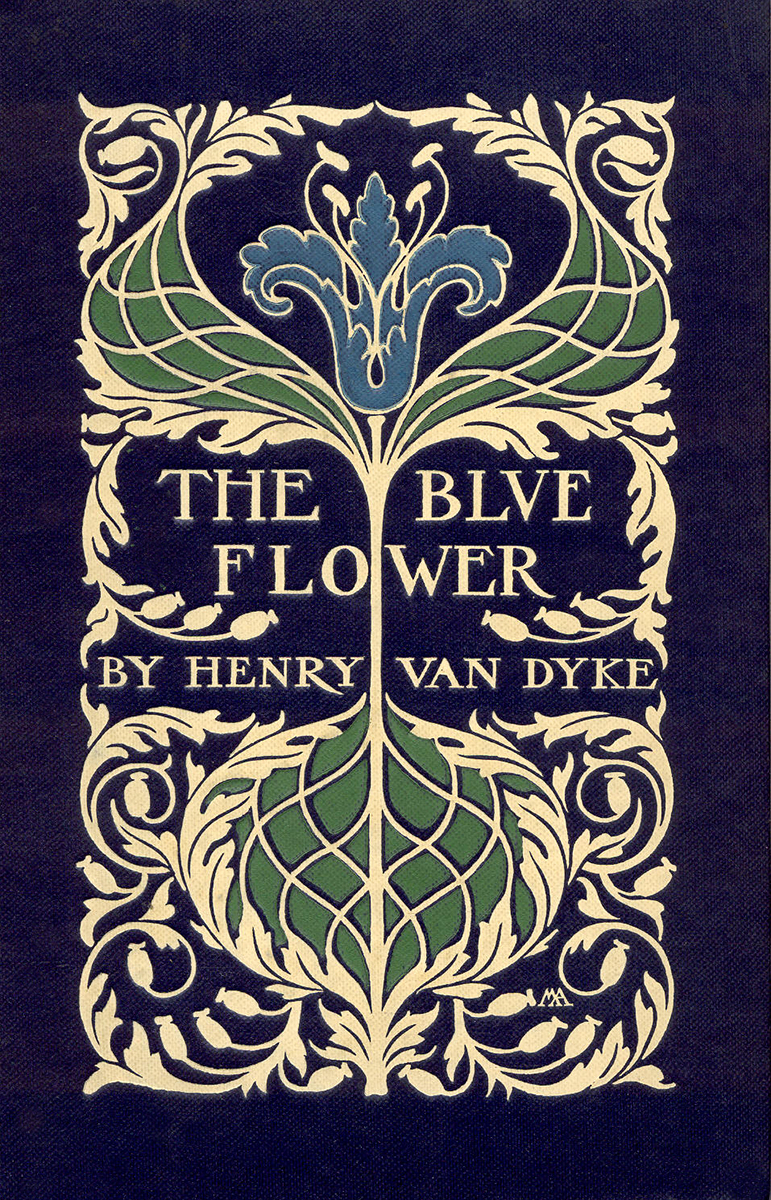
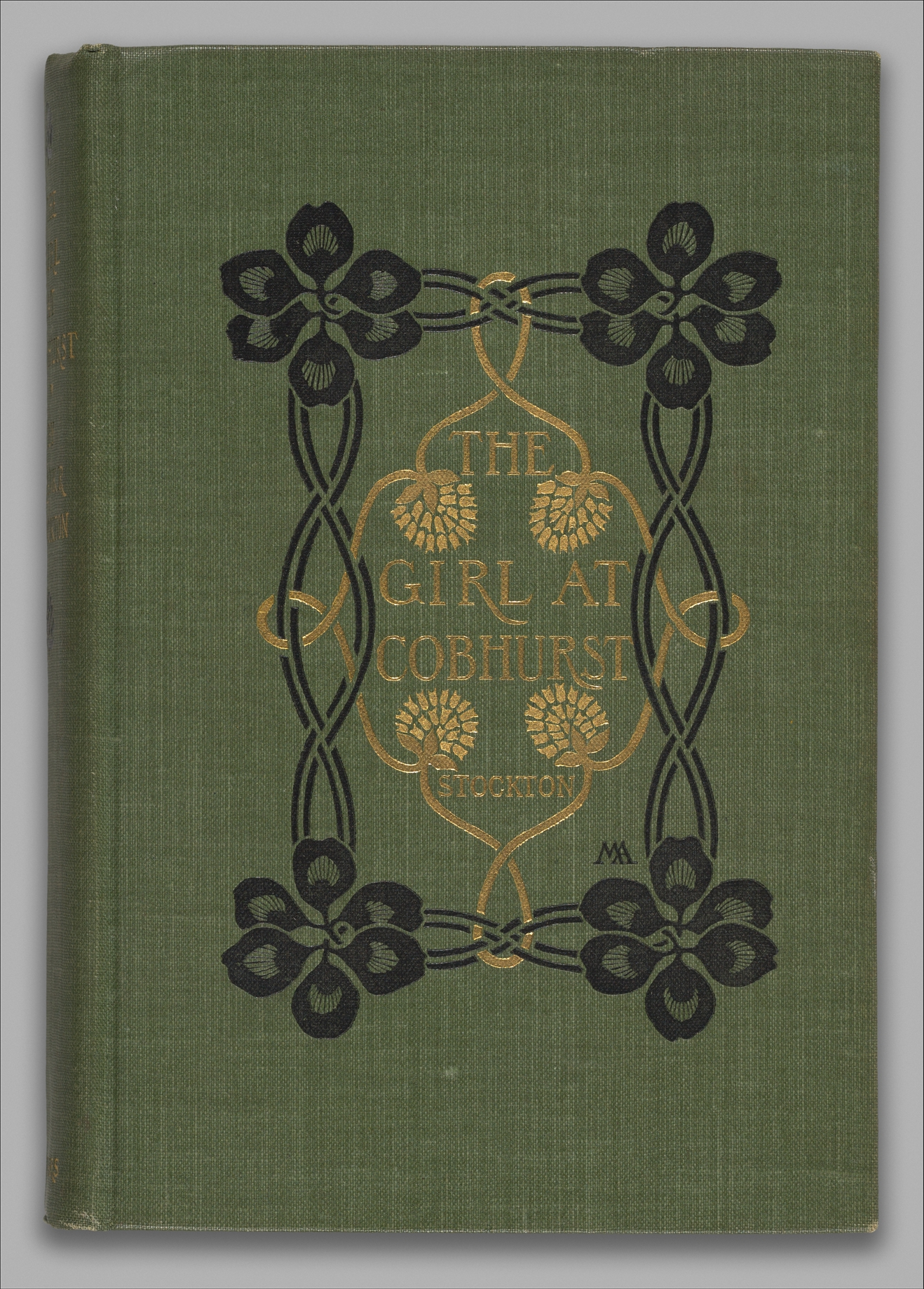
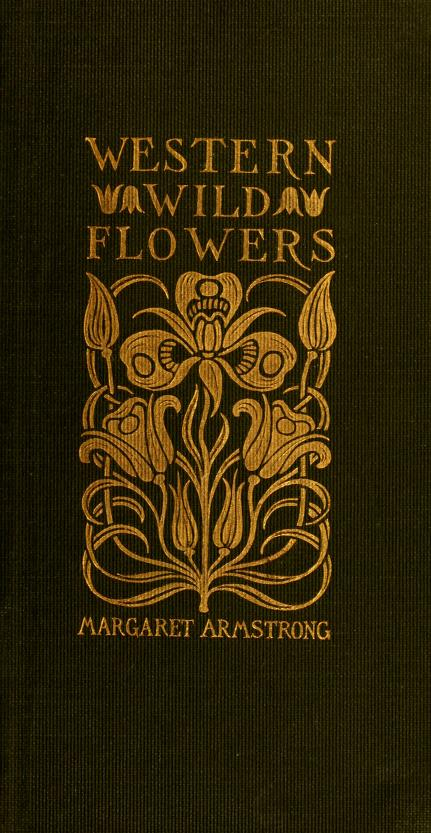

Einbände, entworfen von Margaret Neilson Armstrong:

## Werke
- Field Book of Western Wild Flowers (1915)
- Five Generations (1930)
- Fanny Kemble: A Passionate Victorian (1938)
- Murder in Stained Glass (1939)
- Trelawny: A Man’s Life (1940)
- The Man With No Face (1940)
- The Blue Santo Murder Mystery (1941)